# Palaina dohrni
Palaina dohrni é uma espécie de gastrópode da família Diplommatinidae.
É endémica de Palau.